# Villambistia
Villambistia es un municipio y localidad española de la provincia de Burgos, en la comunidad autónoma de Castilla y León. Se encuentra en la comarca de Montes de Oca, partido judicial de Briviesca. Cuenta con una población de 44 habitantes (INE 2024).

## Geografía
Se encuentra 40 km al este de Burgos por la carretera nacional N-120.

## Historia
Lugar perteneciente a la Hermandad de Villafranca Montes de Oca en el partido Juarros, uno de los catorce que formaban la Intendencia de Burgos durante el periodo comprendido entre 1785 y 1833, tal como se recoge en el Censo de Floridablanca de 1787. Tenía jurisdicción de realengo con alcalde pedáneo.
A la caída del Antiguo Régimen queda constituida como ayuntamiento constitucional del mismo nombre en el partido de Belorado, región de Castilla la Vieja, contaba entonces con 189 habitantes.

## Demografía
Villambistia cuenta con una población de 44 habitantes (INE 2024).
| Gráfica de evolución demográfica de Villambistia entre 1842 y 2021                                                    |
| |
| Población de derecho según los censos de población del INE. Población de hecho según los censos de población del INE. |

## Símbolos
La Asamblea Vecinal, en sesión celebrada el 15 de noviembre de 2007, adoptó el escudo heráldico y bandera municipal conforme al siguiente diseño: Escudo de azur (azul), una fuente de plata; en jefe dos veneras de oro; al timbre corona real cerrada.
Bandera rectangular de proporciones 2:3, formada por dos franjas horizontales e iguales,
de color azul la superior y blanca la inferior; sobre la franja azul lleva dos conchas amarillas, de una altura del 50% del ancho de la bandera, la primera concha se colocará a 1/3 de la longitud del asta, y la segunda a 2/3 de la longitud del asta.  (enlace roto disponible en Internet Archive; véase el historial, la primera versión y la última).

## Patrimonio
- Ermita de San Roque.
- Iglesia Parroquial de San Esteban.